# Bagliettoa parmigerella
Bagliettoa parmigerella är en lavart som först beskrevs av Alexander Zahlbruckner, och fick sitt nu gällande namn av Vezda & Poelt. Bagliettoa parmigerella ingår i släktet Bagliettoa och familjen Verrucariaceae.  Arten är reproducerande i Sverige. Inga underarter finns listade i Catalogue of Life.